# آندره اهرنبرگ
آندره اهرنبرگ (آلمانی: André Ehrenberg؛ زادهٔ ۲ ژانویهٔ ۱۹۷۲) قایقران کانو اهل آلمان بود.